# EcoARK
Le pavillon EcoARK (ou Pavillon de la Mode, Pavilion of New Fashion en anglais, 遠東環生方舟 en chinois) était le hall d'exposition principal des floralies internationales de Taipei de 2010. C'est la première grande structure au monde à utiliser des bouteilles recyclées. Ces bouteilles en polytéréphtalate d'éthylène (PET) couvrent une structure en acier.
Douglas Hsu, le président du conglomérat taïwanais Far Eastern Group (en), est le mécène de ce pavillon « vert ». Selon Hsu, « ce bâtiment peut être démonté et reconstruit ailleurs dans le monde ». Far Eastern Group est l'un des plus grands producteurs de PET au monde.
L'EcoARK a été conçu et construit par la société Miniwiz Sustainable Energy Development Co., Ltd. (en) basée à Taipei.

## Description
Cet immeuble en plastique et acier, haut d'environ 9 étages et mesurant 130 m de long, est orienté vers le nord-est pour faire face aux vents dominants et ainsi assurer la ventilation ; le toit est couvert de modules solaires photovoltaïques.
Sa particularité est d'être construit à partir de POLLI-Brick, une « brique » high-tech développée par Arthur Huang (en), le cofondateur et directeur général de Miniwiz SED. Les briques sont fabriquées à 100 % à partir de bouteilles en PET recyclées. Cette arche a nécessité 1,52 million de bouteilles récupérées. La collecte des bouteilles a été réalisée à travers tout le pays. Les déchets triés, lessivés (pour notamment enlever l'étiquette des bouteilles), séchés, broyés et fondus, ont été finalement moulés par injection-soufflage en 480 000 POLLI-Brick qui seront assemblées mécaniquement comme un Lego géant. La nature transparente des POLLI-Brick permet au pavillon de bénéficier de l'éclairage naturel, tandis que les poches d'air des briques (creuses) assurent l'isolation thermique de la structure. Les briques s'emboîtent sous forme de nid d'abeilles, pour une meilleure résistance aux charges ; les deux peaux des panneaux sandwich sont des surfaces inamovibles recouvertes d'une couche de substrat polymère résistant à la flamme et ne fondant pas.
L'EcoARK pèse 50 % de moins qu'un bâtiment conventionnel. Un panneau extérieur de 2,8 m2 pèse ~63 kg et possède une résistance à la charge de 345 kg·m-2 (338 daN·m-2).
L'EcoARK a été conçu pour résister aux typhons et aux séismes, qui sont des catastrophes naturelles non rares à Taïwan.
Les briques, ainsi que l'ossature métallique, sont conçues pour être entièrement démontables et transportables par conteneurs, pour être réutilisées ailleurs. Les Polli-Brick seront réparties parmi cent écoles élémentaires du pays pour un « usage vert ».

## Galerie

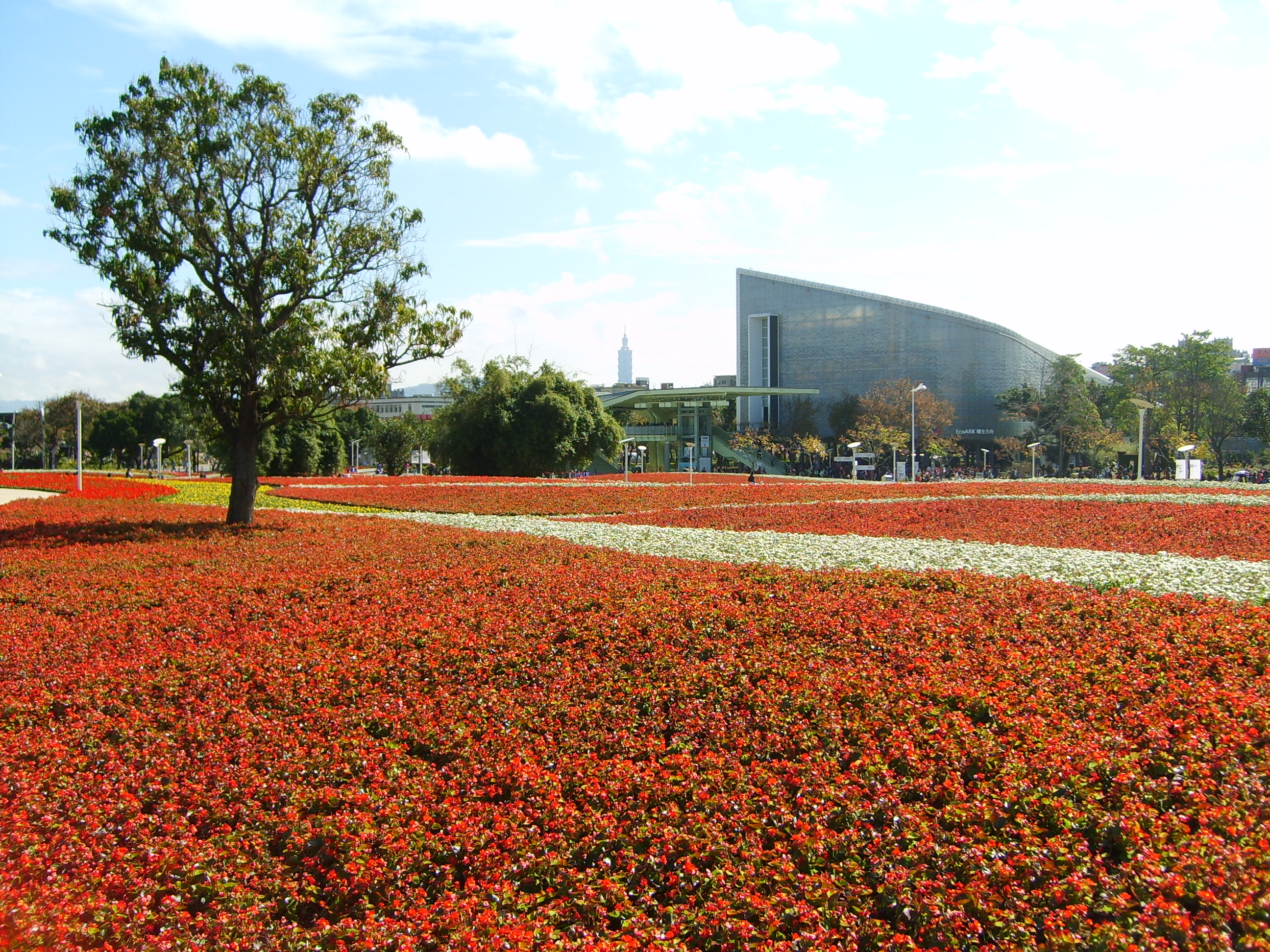
Parterre de fleurs aux floralies de Taipei de 2010 (en). Au loin, l'EcoARK et le gratte-ciel Taipei 101.